# Odontopeltis polydesmoides
Odontopeltis polydesmoides är en mångfotingart som beskrevs av Carl Graf Attems 1898. Odontopeltis polydesmoides ingår i släktet Odontopeltis och familjen Chelodesmidae. Inga underarter finns listade i Catalogue of Life.